# Kleinia amaniensis
Kleinia amaniensis là một loài thực vật có hoa trong họ Cúc. Loài này được (Engl.) A.Berger mô tả khoa học đầu tiên năm 1910.